# Manuel Sirgo González
Manuel Sirgo González (Valladolid, 1965) és director, productor, dibuixant d'animació i professor docent en universitats i centres audiovisuals. Membre de la Acadèmia de Cinema Espanyol des de 2002, en 1997 va fundar la productora 12 Pingüinos S.L., a través de la qual ha aconseguit multitud de premis cinematogràfics. Destaquen entre ells dos premis Premis Goya. En 2002 va rebre el Goya Millor curtmetratge d'animació per Pollo i en 2019 Millor curtmetratge d'animació gràcies a Cazatalentos.

## Biografia
Va començar els seus treballs com a il·lustrador en 1982,va començar la seva carrera cinematogràfica als estudis de Cruz Delgado Palomo com a aprenent al llargmetratge Los viajes de Gulliver, continuà col·laborant com a dibuixant d'animació per a diferents productores nacionals i internacionals, incloent Hanna-Barbera (The Jetsons, The Smurfs), Los Trotamúsicos), Walt Disney (Duck Tales Movie, Phineas & Ferb), Warner Bros (Batman), T.V.E. (Vicky, Pero esto que es), Cromosoma (Les Tres Bessones, Juanito Jones), Cosgrove-Hall (Duckula, Penguis Avengers) o Nelvana (Babar). Va realitzar diverses col·laboracions com a dibuixant de còmics i il·lustrador en revistes com Zine-Zine i Saltamontes.
Així mateix, ha treballat com a col·laborador i productor en nombroses campanyes publicitàries (Chupa Chups, Danone, Boskys de Pascual, Orlando, Kalipse-Menorquina, Parc Temàtic Warner Bros…).
En 1997 fundai l'empresa 12 Pingüinos S.L., dedicada a la prestació de serveis d'animació a prestigioses productores com Walt Disney, Cromosoma, Cartoon Network, Warner Bros, TVE, Tons Of Toons i Revuelta 10.
En 1994, a més, comença les seves marxes com a docent en les arts cinematogràfiques d'animació, prestant servei, entre d'altres, al centre San Estanislao de Kosca, la facultat de Belles arts de la Universitat Complutense de Madrid, instituts audiovisuals comunitat de Madrid o la Universitat ESNE. Actualment és director i professor del Grau en Cinema d'Animació d'ESNE.
El març de 2011 fou detingut sota l'acusació d'haver penjat vàries pel·lícules de l'Acadèmia a internet. Finalment fou alliberat sense càrrecs i exculpat pels altres dos detinguts en l'afer.

## Premis i reconeixements
- I Premi de curtmetratges Miguel Porter i Moix (maig del 2001)

Millor Curtmetratge d'Animació per Pollo
- XIII Marató de cinema fantàstic i de terror de Sants

Millor Curtmetratge d'Animació per Pollo 
- Premi Goya (19 de gener de 2002, Madrid)

Millor Curtmetratge d'Animació per Pollo
- MACCA – IV Mostra de curtmetratges i II mostra d'animació (2003, Girona)

Millor Curtmetratge d'Animació per Pollo
- Fenaco el Perú (2008)

Millor Curtmetratge d'Animació Internacional per Kuri
- IX Festival internacional de curtmetratges de Torrelavega (maig de 2008, Cantàbria)

Accèssit categoria d'Animació per Kuri
- VI Premi internacional de curtmetratges de la universitat de la Llacuna (desembre de 2008, Tenerife)

Accèssit per Kuri  ,
- SICAF – XIII Festival internacional de dibuixos i animació de Seül (2009, Corea del Sud)

Accèssit i projecció especial per Kuri
- II Festival internacional piles en curt (2010, Andalusia)

Millor Curtmetratge d'Animació per Clics
- Premi Goya (2 de febrer de 2019, Sevilla)

Millor Curtmetratge d'Animació per Cazatalentos